# 蔭位
蔭位（おんい）とは律令制体制のなかで、高位者の子孫を父祖である高位者の位階に応じて一定以上の位階に叙位する制度である。蔭階（おんかい）とも。父祖のお蔭で叙位するの意。この仕組を蔭位制（おんいのせい・蔭位の制）とも呼ぶ。この制度は中国の門蔭の制から継承されたものである。

## 制度
大宝律令によって制定される。選叙令によれば子孫が21歳以上になったとき叙位され、蔭位資格者は皇親・五世王の子、諸臣三位以上の子と孫、五位以上の子である。勲位・贈位も蔭位の適用を受ける。蔭位の制は唐の律令制にあった任子の制に倣った制度だが中国の制度よりも資格者の範囲は狭く、与えられる位階は高い。そこに、日本の家柄を重視する貴族社会の特性をみることができる。
皇族・諸王
- 親王の子 → 従四位下
- 諸王の子 → 従五位下
- 五世王の嫡子 → 正六位上

（庶子は一階を降す）
諸臣
- 一位の嫡子 → 従五位下

以下逓減して 
- 従五位の嫡子 → 従八位上

（庶子は一階を降し、孫はまた一階を降す）